# Reichpietschufer
Das Reichpietschufer ist eine Uferstraße in den Berliner Ortsteilen Kreuzberg und Tiergarten, die nördlich vom Landwehrkanal verläuft. Das gegenüberliegende Südufer des Landwehrkanals bildet die Straße Schöneberger Ufer.

## Lage
Das Reichpietschufer erstreckt sich von der Von-der-Heydt-Straße (Ortsteil Tiergarten) im Westen bis zum Halleschen Ufer und zur Köthener Straße (Ortsteil Kreuzberg) im Osten.
Zwischen dem Halleschen Ufer und der Einfahrt zum Tunnel Tiergarten Spreebogen bildet das Reichpietschufer die nördliche Fahrbahn des Innenstadtrings.
Am westlichen Ende der Straße befindet sich die Calandrelli-Anlage mit der Villa von der Heydt und einer Orientalischen Platane, die als Naturdenkmal 1-16/B der Stadt Berlin ausgezeichnet ist.

## Geschichte

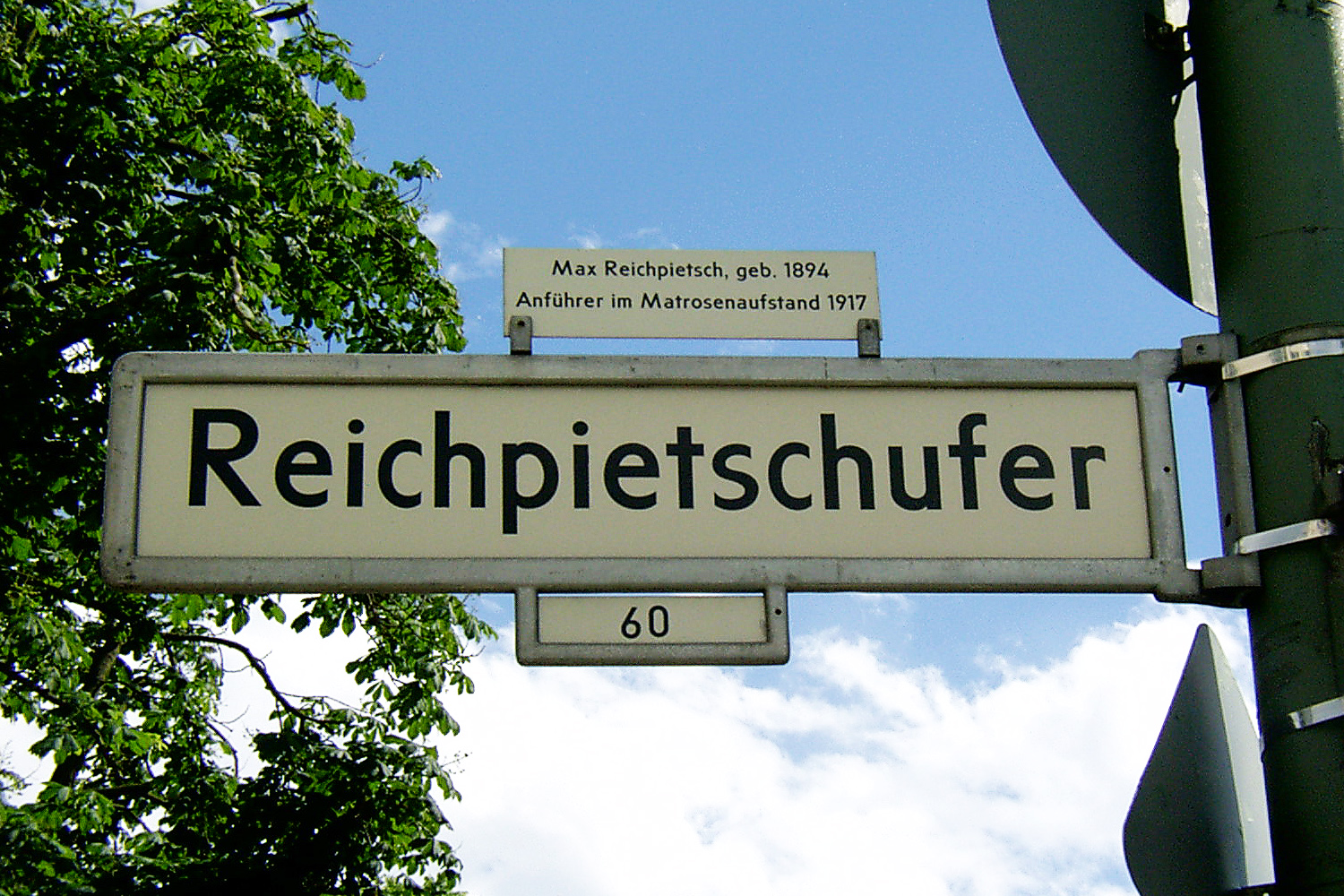
Straßenschild am Reichpietschufer in Berlin-Tiergarten

Die Straße ist seit dem 31. Juli 1947 nach Max Reichpietsch (1894–1917) benannt, einem der Organisatoren der Antikriegsbewegung unter den Matrosen der deutschen Hochseeflotte im Sommer 1917. Bei ihrer Anlage 1831 hieß sie Grabenstraße. Sie wurde am 6. Januar 1867 nach der preußischen Königin Augusta in Königin-Augusta-Straße und am 7. Dezember 1933 nach Großadmiral Alfred von Tirpitz in Tirpitzufer umbenannt. Die Umbenennung stand im Zusammenhang mit dem Bendlerblock (ehemals: Königin-Augusta-Straße 38–42 , heute: Reichpietschufer 72–76), wo ab 1914 das Reichsmarineamt der Kaiserlichen Marine seinen Sitz hatte. In dem Gebäudekomplex befanden sich ab 1920 die Marineleitung der Reichsmarine und während der Zeit des Nationalsozialismus Teile des Oberkommandos der Marine der Wehrmacht. Nach dem Zweiten Weltkrieg ehrte die Umbenennung nunmehr die revoltierenden Matrosen Reichpietsch und Albin Köbis (Köbisstraße).
Die Bebauung des Reichpietschufers vermittelt das Bild geschlossener städtischer Dichte. Im Zusammenhang mit der Internationalen Bauausstellung Berlin entstand der Komplex des Wissenschaftszentrums Berlin für Sozialforschung (Hausnummer 50), in den der denkmalgeschützte Frontbau des Reichsversicherungsamts einbezogen wurde. Der Bendlerblock, das Shell-Haus (Hausnummer 60) sowie das GIZ-Haus (Hausnummer 20) stehen ebenfalls unter Denkmalschutz. In den 1980er Jahren fand der sogenannte „Krempelmarkt“ am Reichpietschufer statt, ab 1989 der „Polenmarkt“.
Stadtauswärts, fast am Ende des Reichpietschufers an der Hiroshimastraße, wurde 1999 die vom Büro Léon Wohlhage Wernik entworfene Vertretung des Landes Bremen beim Bund errichtet. Der Komplex bildet gleichsam den Übergang zwischen dem urbanen Stadtbild im Süden und dem im Norden anschließenden Botschaftsviertel mit seinem Villencharakter.